# 多利納 (羅姆內區)
50°57′20″N 33°58′8″E / 50.95556°N 33.96889°E
多利納（烏克蘭語：Долина）是位於烏克蘭東北部的村莊，由蘇梅州羅姆內區的內德里海利夫市鎮負責管轄。該村處於比日河左岸，距離切莫達尼夫卡3公里，海拔高度136米，2001年人口64。